# لويس خافيير غونزاليس
لويس خافيير غونزاليس (بالإسبانية: Luis Javier González)‏ هو منافس ألعاب قوى إسباني، ولد في 17 يونيو 1969 في مدريد في إسبانيا.

## وصلات خارجية
- لويس خافيير غونزاليس على موقع الاتحاد الدولي لألعاب القوى (الإنجليزية)
- لويس خافيير غونزاليس على موقع أوليمبيديا (الإنجليزية)